# Терешкова (лунный кратер)
Кратер Терешкова (лат. Tereshkova) — крупный древний ударный кратер в области северо-западного побережья Моря Москвы на обратной стороны Луны. Название присвоено в честь первой в мире женщины-космонавта Валентины Владимировны Терешковой (род. 1937) и утверждено Международным астрономическим союзом в 1970 г. Образование кратера относится к нектарскому периоду.

## Описание кратера

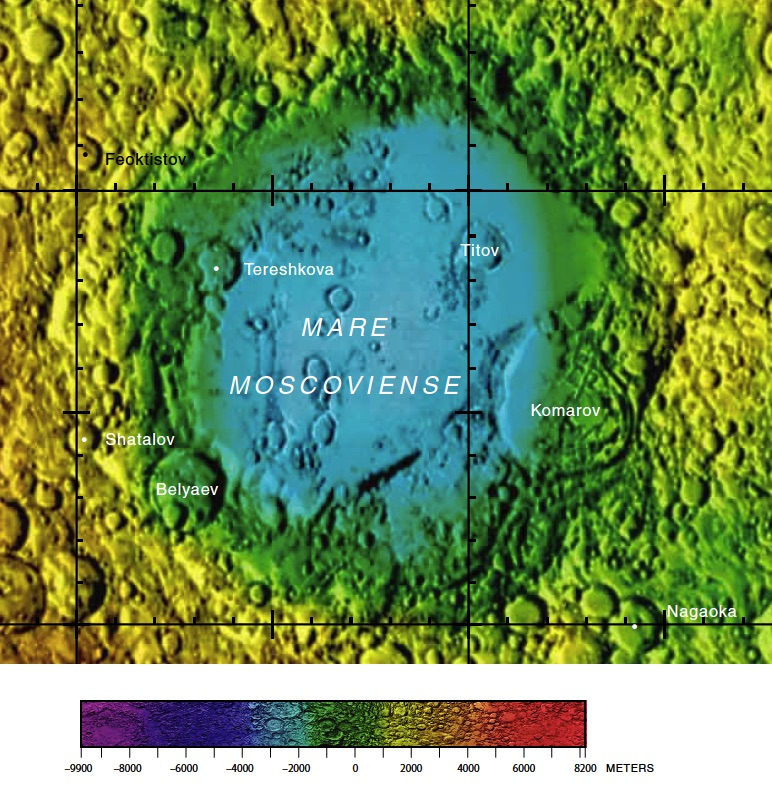
Окрестности кратера Терешкова. Фрагмент карты обратной стороны Луны.

Ближайшими соседями кратера Терешкова являются кратер Феоктистов на северо-западе; кратер Титов на востоке; кратер Беляев на юге и кратер Шаталов на юге-юго-западе. . Селенографические координаты центра кратера 28°13′ с. ш. 143°50′ в. д. / 28,21° с. ш. 143,84° в. д., диаметр 31,3 км, глубина 2 км.
Кратер Терешкова имеет полигональную форму и значительно разрушен за длительное время своего существования. Вал сглажен, западная часть вала спрямлена, к южной части вала примыкает небольшой безымянный кратер. Дно чаши пересеченное, без приметных структур.

## Сателлитные кратеры

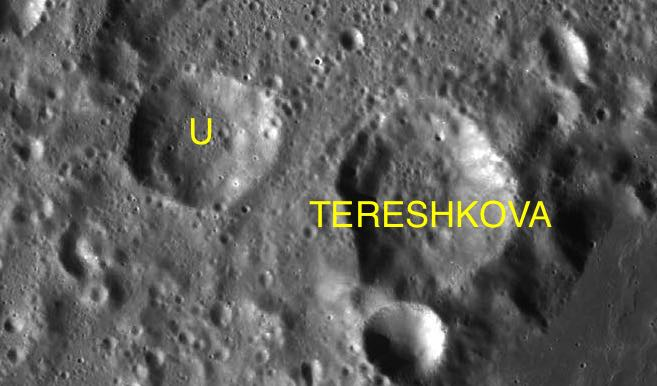
Фрагмент карты LAC-48.

| Терешкова | Координаты                                              | Диаметр, км |
| --------- | ------------------------------------------------------- | ----------- |
| U         | 28°35′ с. ш. 142°23′ в. д. / 28,58° с. ш. 142,39° в. д. | 45,2        |